# Anna Turley
Pour les articles homonymes, voir Turley.
Anna Catherine Turley (née le 9 octobre 1978) est une femme politique britannique travailliste. Elle est députée pour Redcar de 2015 à 2019 et depuis 2024.

## En début de carrière
Elle est née à Dartford et reçoit une bourse d'études pour aller à l'école indépendants d'Ashford, puis a fait ses études supérieures à Greyfriars, Oxford, où elle étudie l'Histoire.
Turley commence sa carrière comme fonctionnaire, travaillant sur les problèmes de la criminalité chez les jeunes. Elle intègre ensuite la direction du Travail et des Pensions de retraite comme spécialiste des problèmes de pauvreté des enfants. De 2001 à 2005, Turley est fonctionnaire au ministère de l'intérieur.

## Carrière politique
En 2005, elle devient conseiller spécial au Ministère du Travail et des Pensions auprès de David Blunkett, puis en 2006, au Bureau du Cabinet avec Hilary Armstrong. En 2006, elle se présente comme candidate travailliste à Wandsworth Common.
En 2007, elle travaille pour une agence de relations publiques, Le groupe Ledbury. En avril 2008, elle devient directrice adjointe d'une organisation pour la recherche sur le gouvernement local et, en 2010, elle co-fonde la coopérative des Conseils de réseau d'Innovation, conçue pour permettre aux autorités locales de travailler en partenariat avec les communautés locales.
Elle se présente à Nord-West Durham en 2010 mais perd face à Pat Glass.
En 2011, elle fonde un cabinet de conseil et un forum en ligne ProgLoc (Progressive Localisme) pour débattre de questions touchant au gouvernement local, et est devenu chercheur associé pour l'ONG Avenir de Londres.
Après être devenue députée pour Redcar en mai 2015, elle est nommée membre de la Commission des Affaires intérieures en juillet 2015. Elle soutient Andy Burnham pour l'Élection à la direction du Parti travailliste britannique de 2015.
En septembre 2015, le nouveau leader travailliste, Jeremy Corbyn nomme Turley comme ministre de la société civile dans son premier cabinet fantôme. Elle démissionne en juin 2016 pour protester contre le leadership de Corbyn. Pour l'Élection à la direction du Parti travailliste britannique de 2016 elle soutient Owen Smith comme chef de file.
En octobre 2016, Turley rejoint la commission des Entreprises, de l'Énergie et le Comité de Stratégie Industrielle. Elle introduit un projet de loi pour augmenter les peines maximales pour des infractions liées à la cruauté envers les animaux.
En 2017, elle est réélue avec 55,5 % des voix. En novembre 2017, elle prend du repos, à la suite d'une opération chirurgicale d'urgence. Elle est battue en 2019 par le candidat conservateur Jacob Young. Elle retrouve son siège en juillet 2024.